# Dušan Suchý
Dušan Suchý (* 21. července 1966) je bývalý československý fotbalista. Je synem bývalého věhlasného hokejového obránce Jana Suchého.

## Fotbalová kariéra
V dorosteneckém věku byl ve Zbrojovce Brno, kde se stal mistrem Československa v dorostenecké kategorii (1982/83). V československé lize hrál za TJ Vítkovice (1985), v české lize hrál za SK Hradec Králové (1995).

### Prvoligová bilance
| Ročník          | Zápasy | Góly | Minuty | Klub              |
| --------------- | ------ | ---- | ------ | ----------------- |
| I. liga 1984/85 | 1      | 0    | 1      | TJ Vítkovice      |
| I. liga 1995/96 | 3      | 0    | 46     | SK Hradec Králové |
| CELKEM I. LIGA  | 4      | 0    | 47     |                   |